# Beta Persei
Coordenadas:  03h 08m 10.1315s, +40° 57′ 20.332″

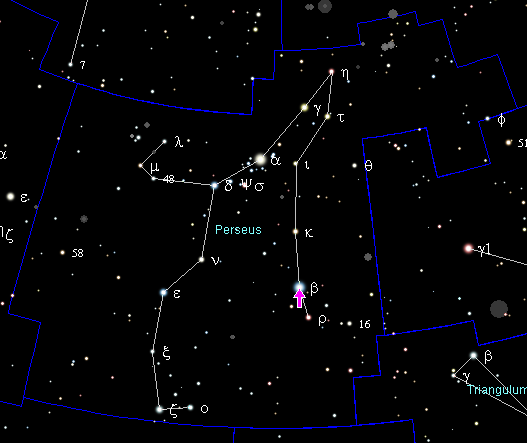
Posição de Algol na constelação Perseus.

Beta Persei conhecida como Algol é a segunda estrela mais brilhante da constelação de Perseus.
É uma estrela binária ou eclipsante, cuja variação foi observada por Montanari em 1669.
É a estrela-tipo das chamadas binárias eclipsantes ou algólidas.

## Etimologia
Seu nome em árabe, "al Ghul", significa "o Demônio". Na constelação, Algol representa o olho esquerdo da Górgona Medusa, cuja cabeça foi usada por Perseu para transformar Cetus em pedra e assim salvar Andrômeda; a estrela foi considerada de "má sorte" por séculos.

## História
Em 1881, o astrônomo de Harvard Edward Charles Pickering apresentou evidências de que Algol era uma estrela binária eclipsante. Isso foi confirmado alguns anos depois, em 1889, pelo astrônomo de Petsdam Hermann Vogel.
Uma curiosidade bastante interessante é que a estrela diminui, em cerca de três dias, 50% do seu brilho e o recupera depois de um pequeno intervalo de tempo.

## Cultura popular
A estrela é mencionada no conto "Beyond The Wall of Sleep", de H. P. Lovecraft. O autor é conhecido por mesclar ciência à sua ficção: no mesmo conto há menção ao astrônomo Garrett P. Serviss e à nova GK Persei, sob o nome Nova Persei.
Na série de videogames Phantasy Star, da Sega, há um sistema chamado Algol, onde a maioria dos eventos se passa. O sistema é formado por quatro planetas e vários satélites ao redor da estrela.
Nome de um dos cavaleiros de prata, Algol de Perseu, originário do mangá e anime Cavaleiros do Zodíaco